# 巴德斯多夫
巴德斯多夫是奥地利布尔根兰州上瓦特县的一个市镇。总面积8.65平方公里，总人口292人，人口密度34人/平方公里（2016年1月）。